# 2002-es magyar tekebajnokság
A 2002-es magyar tekebajnokság a hatvannegyedik magyar bajnokság volt. A bajnokságot május 11. és 12. között rendezték meg Zalaegerszegen, a Vágóhíd utcai pályán.

## Eredmények
| Versenyszám            | Arany                                               | Arany | Ezüst                                                             | Ezüst | Bronz                                          | Bronz |
| ---------------------- | --------------------------------------------------- | ----- | ----------------------------------------------------------------- | ----- | ---------------------------------------------- | ----- |
| Férfi napi egyéni      | Pete László BKV Előre                               | 992   | Karsai László Szegedi TE                                          | 973   | Farkas Sándor BKV Előre                        | 970   |
| Férfi páros            | Farkas Sándor, Pete László BKV Előre                | 1944  | Botházy Péter, Németh Csongor egyesületen kívüli, Ferencvárosi TC | 1930  | Fehér László, Karsai László Szegedi TE         | 1895  |
| Férfi összetett egyéni | Farkas Sándor BKV Előre                             | 1980  | Németh Csongor Ferencvárosi TC                                    | 1958  | Kakuk Levente Szolnoki MÁV                     | 1942  |
| Női napi egyéni        | Vecseri Erika egyesületen kívüli                    | 476   | Fodor Annamária BKV Előre                                         | 462   | Kummerné Zsóka Henrietta Köfém SC              | 457   |
| Női páros              | Lovász Krisztina, Kummerné Zsóka Henrietta Köfém SC | 970   | Farkas Krisztina, György Melinda BKV Előre                        | 919   | Fehér Andrea, Juhász Gabriella Ferencvárosi TC | 911   |
| Női összetett egyéni   | Vecseri Erika egyesületen kívüli                    | 950   | Kummerné Zsóka Henrietta Köfém SC                                 | 942   | Farkas Krisztina BKV Előre                     | 919   |